# Karl-Heinz Schäfer
Pour les articles homonymes, voir Schäfer.
Karl Heinz Schäfer (17 mars 1932 - 12 octobre 1996) est un compositeur et arrangeur d'origine allemande qui a travaillé principalement en France.

## Biographie
Né à Francfort-sur-le-Main de parents juifs, il déménage avec sa mère pendant la Seconde Guerre mondiale aux États-Unis, où il apprend le piano et la flûte. Il retourne en Europe pour étudier la philosophie et la linguistique à l'Université de Heidelberg puis s'installe à Paris, en France, au début des années 1950. Il est l'élève d'Olivier Messiaen au Conservatoire de Paris, et le soir il joue du piano dans les boîtes de nuit, où il travaille pendant un certain temps comme accompagnateur de Stan Getz. Il passe du temps à visiter les bases militaires américaines et développe un goût pour la musique arabe et indienne. 
À partir des années 1960, il travaille comme arrangeur dans l'industrie du disque française, pour différents chanteurs dont Adamo, Charles Aznavour, Bernard Lavilliers, Patt'Desville ainsi que pour le groupe Rockets. Il travaille avec Michel Magne sur des bandes sonores de films. 
Il a travaillé sur de nombreuses bandes sonores dans les années 1970, notamment le film de László Szabó de 1973, Les Gants Blancs du Diable, qui a été réédité et dont des extraits ont été inclus dans des compilations ultérieures de musique française. Parmi les autres bandes sonores auxquelles il a contribué, citons Tender Dracula (1974), Zig Zig (1975), L'Empreinte des Géants (1980), Extérieur, Nuit (1980), Polar (1984) et Street of No Return (1989). 
Après 1980, il travaille en étroite collaboration avec le cinéaste Patrick Schulmann et le musicien Jean-Louis Bucchi.
Schäfer est décédé en 1996, à l'âge de 62 ans.

## Filmographie
- 1973 : Les Gants Blancs du Diable de László Szabó
- 1974 : Tendre Dracula de Pierre Grunstein
- 1975 : Zig-Zig de László Szabó
- 1980 : L'Empreinte des géants de Robert Enrico
- 1980 : Extérieur, nuit de Jacques Bral
- 1984 : Polar de Jacques Bral
- 1989 : Sans espoir de retour (Street of No Return) de Samuel Fuller
- 1993 : Vent d'Est de Robert Enrico